# 난퉁 대학
난퉁 대학(南通大學)은 중화인민공화국의 장쑤 성 성립 대학교이다.

## 연혁
국민정부 중화민국 대륙 본토 시대 초기이던 1912년 8월 11일을 기하여 첫 개교되었다. 1930년 11월 1일을 기하여 난퉁 학원(南通學院)으로 교명 개칭되었지만 2차 대전 체제 말기 시절이던 1945년 1월 31일을 기하여 난퉁 대학(南通大學)이라는 원래 학교 교명을 환원하였다.